# Observatoire de Molonglo
L'observatoire de Molonglo est un observatoire astronomique géré par l'université de Sydney qui opère un radiotélescope. Il est situé le long de la rivière Molonglo, près de Canberra, en Australie.